# Lossossina
Lossossina (en russe : Лососи́на) est une commune urbaine du raïon de Sovetskaïa Gavan du kraï de Khabarovsk, en Russie. Elle forme l'établissement urbain de Lossossina, et se trouve en Extrême-Orient russe. Sa population s'élevait à 2 493 habitants en 2023.    

## Géographie
La commune urbaine de Lossossina se situe en Extrême-Orient russe, dans le kraï de Khabarovsk, dans le district fédéral d'Extrême-Orient. La localité se trouve dans le raïon de Sovetskaïa Gavan, une des raïons du kraï, et forme  l'établissement urbain de Lossossina, une municipalité du raïon, dont elle est la seule localité,,.
Lossossina, comme tout le kraï de Khabarovsk, est située dans le fuseau horaire MSK+7 (heure de Vladivostok). Le décalage horaire appliqué par rapport au temps universel coordonné est +10:00.

## Démographie
Recensements (*) et estimations de la population:
| 2002* | 2010* | 2021* | 2023  |
| ----- | ----- | ----- | ----- |
| 3 246 | 3 246 | 2 573 | 2 493 |